# FU Orionis
FU Orionis è una stella variabile situata nella costellazione di Orione; si trova ad una distanza di circa 1600 anni luce dal sistema solare, nella Regione di Lambda Orionis.
Nel 1937 la stella conobbe un improvviso incremento di luminosità che lo portò dalla magnitudine 16,5 a 9,6, che da allora in poi non è più scesa al di sotto della soglia di 9. Per molto tempo si è creduto che fosse una stella unica nel suo genere. Tuttavia nel 1970 fu scoperta una stella che aveva un comportamento molto simile, V1057 Cygni, e da allora se n'è scoperta un'altra decina, che ha reso necessaria l'introduzione di una nuova classe di stelle variabili: le variabili FU Orionis (dette anche FUor). Si tratta di stelle estremamente giovani, caratterizzate da improvvisi fenomeni eruttivi, che non hanno ancora raggiunto la sequenza principale e dunque si trovano ancora in fase di formazione.

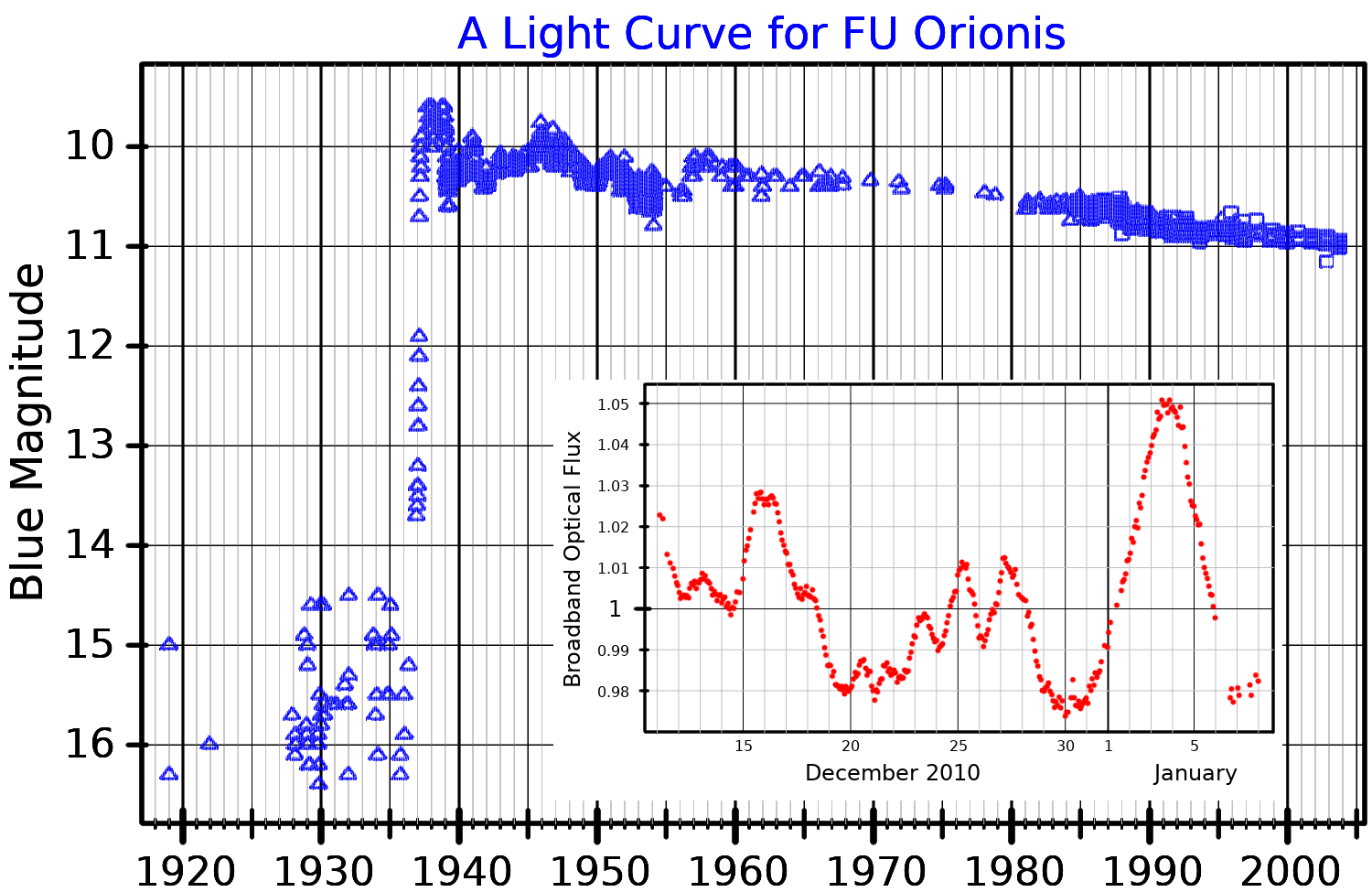
Curva di luce della stella FU Orionis. In blu, la variabilità di lungo periodo della luminosità della stella nella lunghezza d'onda del blu (tra il 1920 e il 2005); in rosso, la variabilità di breve periodo